# Ursula Micaela Morata
Ursula Micaela Morata (Cartagena, 21 de outubro de 1628—Alicante, 9 de janeiro de 1703) foi uma monja espanhola, mística, fundadora das Capuchinhas de Alicante. É considerada  venerável pela Igreja Católica.

## Infância
Nasceu numa socialmente abastada família, sendo a mais nova de treze filhos. Seu pai chamava-se Marco Aurélio e Iscay Morata, de origem italiana, e foi um cavaleiro do Ducado de Saboia. Sua mãe, Juana Garibaldo era de Madrid, mas também era de ascendência italiana. Ambos morreram com três dias de intervalo em 1632, quando Ursula contava três anos. Aos quatro anos teve sua primeira experiência mística no meio de um ataque de varíola que a colocou à beira da morte. Afirmou sobre isso na sua autobiografia: 
| “ | ...Deu-me um paroxismo que eu, na minha opinião, um disparate vinte e quatro horas ou assim. O que na época gozava a minha alma não é possível declarar. Encontrei-me em uma enorme clareza e luz divina, que, sem oferecer qualquer imagem ou objeto na vista e poderes de que os sentidos, que, creio, já apareceu em glória. | ” |
|   | — Autobiografia, Cap. I. |   |

Assim começou a sua formação espiritual, adquirindo as ideias dominantes da época em termos de oração, de jejum e de mortificação, e que veio, na prática, a conduzir a outras experiências místicas. Em relação à escolaridade, deve notar-se que esta disposição de aprender a ler e escrever era algo raro em sua época, principalmente em mulheres.

## Juventude
Em 1642 começou um namoro com um parente, que iria quebrar no ano seguinte. A ideia de ser freira era forte, e o empurrão final foi um sonho profético que anunciou a morte de um sacerdote conhecido da família. Superando a oposição de sua família, ingressou no Mosteiro dos Capuchinhas de Múrcia, fundado em 1644 pela bem-aventurada Maria Ângela Astorch, abadessa e mestra de noviças. Professou em 20 de janeiro de 1647, adotando o nome de Michelle. Em 1648 a praga atingiu Múrcia e a irmã Úrsula tornou-se enfermeira.
Em 1651 e 1653 a inundação do rio Segura forçou a comunidade religiosa a fugir e refugiar-se no mosteiro num monte de eremitas. Durante este período, a Irmã Úrsula Micaela experientes da noite escura, a fase de crise espiritual entre os místicos. Em 1652 recebeu mandato do seu confessor para escrever a sua autobiografia.

## Caminho espiritual
Em 1653, no final de uma noite escura, passou por uma transverberação do coração semelhante à de Santa Teresa de Jesus: 
| “ | Foi-me mostrado em espírito um anjo com um dardo de fogo que colocou em seu coração. Tão grande era a dor e o fogo que eu senti que entrou em todos os meus ossos e caí no chão inconsciente. Mas o anjo me fez parar para não me machucar. Estive assim cerca de uma hora em sofrimento e sem saber o que dizer, queimada pelas chamas do amor divino'. | ” |
|   | — Autobiografia, Cap. VI. |   |

A irmã Ursula Micaela teve várias experiências sobrenaturais, comuns a outros místicos: visões, locuções, milagres etc. Enfatizando especialmente a bilocação, que a levou mesmo a outras nações, e o dom de profecia que se tornou um oráculo para as pessoas de quem se aproximou para conselho, incluindo Carlos II de Espanha e João José de Áustria, com quem se correspondia.

## Fundação em Alicante
Em 1669 iniciou os esforços para estabelecer um convento de capuchinhas na cidade de Alicante. Os problemas foram variados, e a fundação não foi feita antes de 1672. A primeira residência foi temporária, numa casa que não tinha as condições de vida de comunidade. Assim começou a construção do convento e da igreja, financiados pela esmola de Alicante e de João José de Áustria, sob a proteção de Carlos II de Espanha. O trabalho só foi concluído em 1682. O título do mosteiro foi Triunfos do Santíssimo Sacramento.

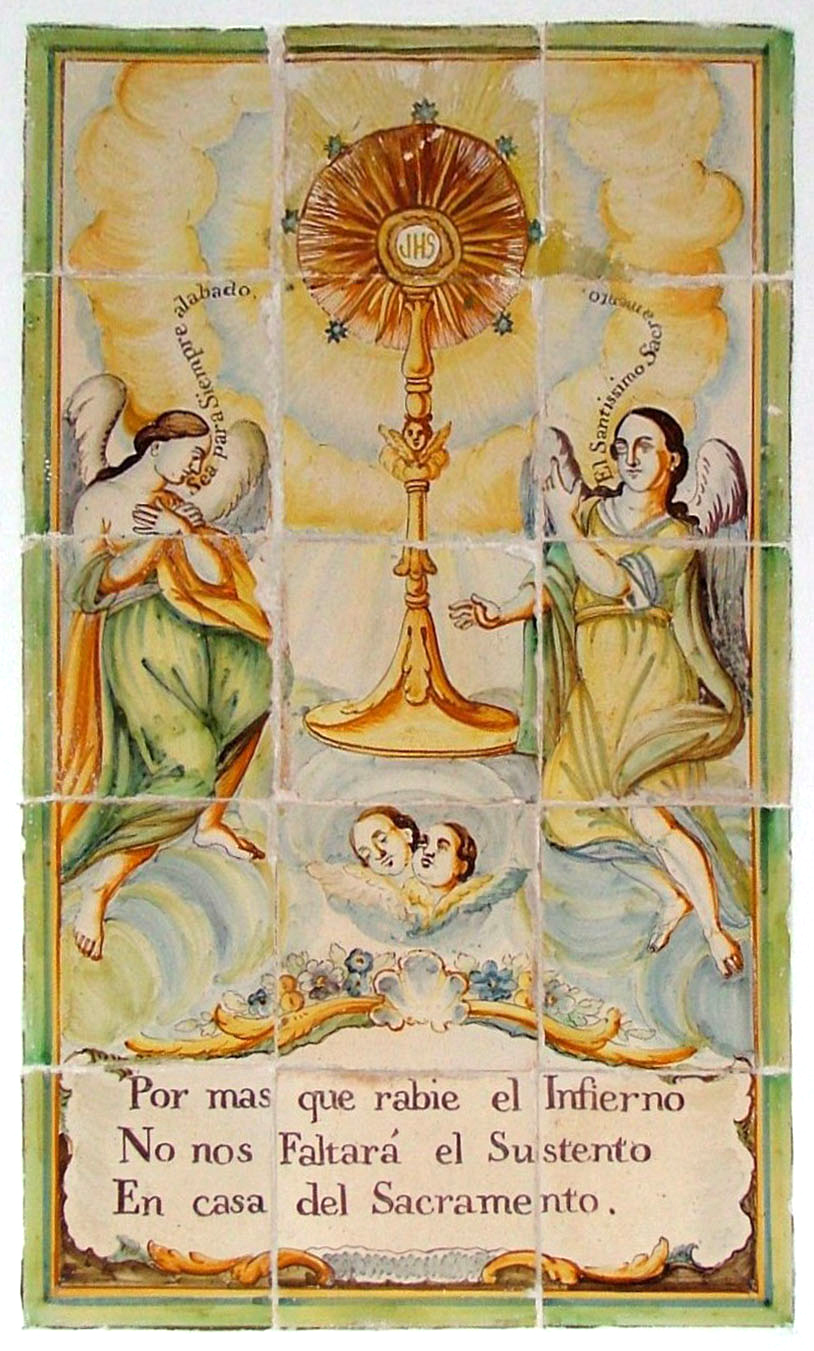
Azulejo

## Morte e causa da beatificação
Após dois anos de doença dolorosa morreu em 9 de janeiro de 1703, aos 75 anos. Já tendo atingido fama de santidade e raro prestígio social, seu corpo permaneceu exposto na igreja local por 6 dias. O corpo permaneceu incorrupto, quente e flexível em todos os momentos e assim foi enterrado. Em 1742, o bispo de Orihuela, D. Juan Elias Gomez, ao encontrar o corpo ainda intacto, ordenou que o cadáver permanecesse num baú sem ser enterrado. Este tem sido preservado até hoje, e ainda permanece incorrupto e flexível. 
A fama de santidade da irmã Ursula Micaela quando morreu levou o bispo de Orihuela, D. José de la Torre, a instruir processo sobre a sua vida e virtudes em 1703, tendo em vista o processo de beatificação. Pela queima de arquivos durante a Guerra da Sucessão Espanhola (1702-1713) e a Guerra Civil Espanhola (1936-1939), esses documentos foram perdidos. No entanto, escaparam a autobiografia, 24 cartas e alguns testemunhos sobre a serva de Deus. O processo informativo diocesano de beatificação foi aberto pelo bispo de Orihuela-Alicante, D. Rafael Palmero Ramos, em 11 de outubro de 2006 e encerrado em 11 de junho de 2009. 